# Emilia Fox
Emilia Rose Elizabeth Fox (Londres; 31 de julio de 1974) es una actriz británica. Es más conocida por su papel como Jeannie Hurst en la serie de televisión Randall & Hopkirk (Deceased).

## Biografía
Es hija del actor Edward Fox y la actriz Joanna David. Su hermano menor es el actor Freddie Fox y su media hermana es Lucy Arabella Fox, Vizcondesa de Gormanston.
Sus abuelos paternos fueron Robin Fox, un agente de teatro, y la actriz Angela Muriel Darita Worthington, media hermana del escritor Frances Donaldson. Su abuelos maternos fueron Davida Elizabeth Nesbitt Hacking y John Almond Hacking. Su bisabuelo fue el dramaturgo Frederick Lonsdale y su tatarabuelo el empresario industrial Samson Fox. También es familiar de las fallecidas actrices Lily Hanbury, su hermana mayor Hilda Hanbury, madre de su abuelo paterno, Robin y Mary Hanbury.
Sus tíos son el actor James Fox y el productor cinematográfíco Robert Fox. Sus primos son los actores Laurence Fox, Jack Fox, Lydia Fox, Robin Fox y Thomas Fox. 
Además de inglés, Fox habla alemán y francés, y practica artes marciales. 
Mientras estudiaba en la universidad de Oxford salió con el actor Orlando Wells.
En el 2000 estuvo comprometida con el comediante Vic Reeves.
Poco después empezó a salir con el diseñador Toby Mott, sin embargo la relación terminó poco después.
El 16 de julio de 2005 se casó con el actor británico Jared Harris. La pareja anunció que estaban esperando a su primer bebé juntos, sin embargo Fox sufrió un aborto en el 2007, poco después se separaron en el 2008 y finalmente se divorciaron en junio del 2010. Más tarde Fox reveló que había dejado a Harris por la depresión que le causó el aborto que había sufrido a las 10 semanas.
En el 2010 empezó a salir con el actor Jeremy Gilley. La pareja le dio la bienvenida a su primera hija juntos, Rose Gilley, el 24 de noviembre del mismo año, sin embargo la relación terminó en el 2011.
Fox es muy buena amiga de la modelo Jasmine Guinness.

## Filmografía selectiva

### Cine y televisión
- Silent Witness (2004) serie de televisión – Nikki Alexander
- Te doy mi alma (Prendimi L'Anima) (2009) - Sabina Spielrein
- El retrato de Dorian Gray (2009) film dirigido por Oliver Parker – Lady Victoria Wotton
- Consuming Passion (2008) serie de televisión – Kirstie
- Cashback (2006) film dirigido por Sean Ellis – Sharon Pintey
- Ballet Shoes (2007) film para televisión - Sylvia Brown
- Secretos de familia (Keeping Mum) (2005) – Rosie Jones
- El tigre y la nieve (La tigre e la neve, 2005) – Nancy Browning
- Cosas que hacer antes de los 30 (Things to Do Before You’re 30) (2004) – Kate Taylor
- Helena de Troya (Helen of Troy) (2003)
- Almas al Desnudo (L'âme en jeu) (2002) - Sabina Spielrein
- El Pianista (The Pianist) (2002) – Dorota
- Randall and Hopkirk (deceased) (1999 - 2000) serie de televisión – Jeannie Hurst
- Rebeca (Rebecca) (1997) – Sra de Winter
- Marple (El caso de los anónimos) (2006) serie de televisión – Joanna Burton
- Merlín (2009) - Morgause
- Upstairs Downstairs (2012) - Lady Portia Alresford